# .post
.post est un domaine de premier niveau commandité réservé à l'industrie des services postaux.
Le domaine a été approuvé par l'ICANN en 2005 et mis en service en 2012.
L'Union postale universelle (en anglais, Universal Postal Union ou UPU) développe, met en œuvre et surveille les règles de gouvernance du domaine. Elle est également responsable de l'attribution des noms de domaine de deuxième niveau pour les acteurs du secteur postal qui répondent aux critères d'admissibilité.

## Objectif
.post a été conçu pour répondre aux besoins de la communauté postale mondiale dans le cyberespace. L'idée derrière .post était d'identifier les services postaux légitimes et d'éviter toute confusion pour les personnes, les entreprises et les parties prenantes. Jusqu'à présent (mars 2014), aucun service postal national majeur n'a utilisé le suffixe.

## Statistiques d'usage
En janvier 2025, environ 500 domaines utilisent l'extension .post.